# Meeples' Choice Award
Meeples' Choice Award är ett spelpris som delas ut till brädspel och kortspel som delats ut årligen sedan 2001. Priset har även delats ut postumt för åren 1995-2000. Priset tilldelas av internetdiskussionsgruppen Spielfrieks (med över 1000 medlemmar) till de tre bästa spelen från året innan enligt en omröstning för diskussionsgruppens medlemmar som hålls i maj.

## Vinnare
| År   | Vinnare                   | Vinnare                      | Vinnare                              |
| ---- | ------------------------- | ---------------------------- | ------------------------------------ |
| 2019 | The Crew                  | Res Arcana                   | Maracaibo                            |
| 2018 | The Quacks of Quedlinburg | Teotihuacan                  | Brass: Birmingham                    |
| 2017 | Azul                      | Heaven & Ale                 | Gaia Project                         |
| 2016 | Terraforming Mars         | Great Western Trail          | Yokohama                             |
| 2015 | Codenames                 | Food Chain Magnate           | The Voyages of Marco Polo            |
| 2014 | Roll for the Galaxy       | Castles of Mad King Ludwig   | Splendor                             |
| 2013 | Russian Railroads         | Bora Bora                    | Concordia                            |
| 2012 | Terra Mystica             | Tzolk'in: The Mayan Calendar | Keyflower                            |
| 2011 | Castles of Burgundy       | Ora et Labora                | A Few Acres of Snow                  |
| 2010 | 7 Wonders                 | Innovation                   | London                               |
| 2009 | Endeavor                  | Hansa Teutonica              | Small World                          |
| 2008 | Dominion                  | Pandemic                     | Le Havre                             |
| 2007 | Race for the Galaxy       | Agricola                     | Brass                                |
| 2006 | Blue Moon City            | Thurn und Taxis              | Yspahan                              |
| 2005 | Caylus                    | Louis XIV                    | Shadows over Camelot                 |
| 2004 | Ticket to Ride            | Power Grid                   | Goa                                  |
| 2003 | Santiago                  | Attika                       | Amun-Re                              |
| 2002 | Puerto Rico               | Age of Steam                 | Lord of the Rings: The Confrontation |
| 2001 | San Marco                 | Wyatt Earp                   | Royal Turf                           |
| 2000 | Carcassonne               | Citadels                     | The Princes of Florence              |
| 1999 | Lost Cities               | Ra                           | Union Pacific                        |
| 1998 | Through the Desert        | Elfenland                    | Reiner Knizia's Samurai              |
| 1997 | Bohnanza                  | Tigris & Euphrates           | Showmanager                          |
| 1996 | Carabande                 | Entdecker                    | Expedition                           |
| 1995 | Settlers of Catan         | El Grande                    | Medici                               |